# المحم (عمران)
المحم هي إحدى قرى الجمهورية اليمنية. وهي تتبع جغرافيًا لمحافظة عمران. وإداريًا لمديرية خارف. يبلغ تعداد سكانها 3608 نسمة حسب الإحصاء الذي جرى عام 2004.